# Karin Mørch
Karin Elise Pernille Mørch (født 19. september 1961) er en dansk journalist, der gennem mange år har været ansat i DR, blandt andet som vært på TV Avisen.
Mørch, der er datter af filminstruktøren Gabriel Axel, er desuden forfatter til to personlige bøger, Gabriels gæstebud – Portræt af en filmmager fra 2008 om faderen og Kan jeg dø af det, mor? fra 2011, der omhandler hendes datters sygdom.
Karin Mørch er gift, mor til fire og bosiddende på Indre Østerbro i København.